# Crush 40

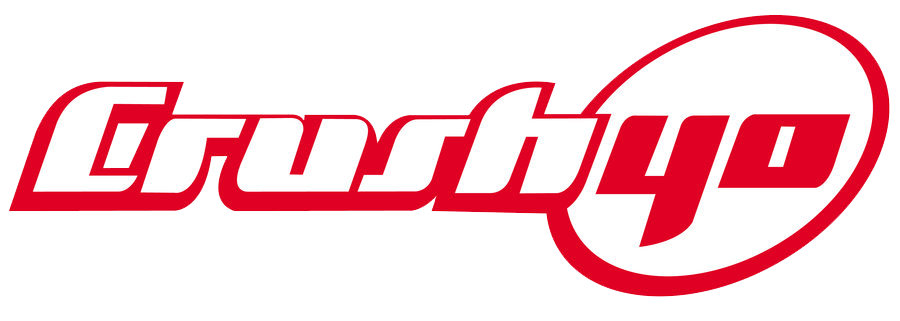
Logo

Crush 40, trước đây được biết đến như Sons of Angels (Con trai của những thiên thần, là một ban nhạc rock mà ban đầu dự định để tạo ra âm nhạc cho công ty Sega thuộc game đua xe NASCAR Arcade (còn được gọi là đua xe đường phố của Mỹ). Điểm nhấn đặc trưng của nhóm là chơi nhạc guitar rock và trò chơi video game được soạn bởi nhà soạn nhạc Senoue và với giọng hát của Johnny Gioeli, anh còn là giọng ca chính của ban nhạc Hardline và Axel Rudi Pell. Đến khi cùng hợp tác với ban nhạc Na Uy, họ quyết định chuyển tên ban nhạc lại thành "Sons of Angels", và phát hành album thứ hai của họ theo tên này.
Kể từ khi hình thành, Crush 40 đã phát hành ba album phòng thu, Thrill of the Feel, Crush 40 và gần đây đã phát hành bài Super Sonic. Bao gồm cả việc làm lại phiên bản chủ từ các bản gốc. Họ còn tạo ra nhạc nền cho Wave Master, bao gồm bộ game Sonic the Hedgehog. Phần lớn đóng góp của họ chủ yếu là ghi âm cho các thể loại trò chơi.

## Đặc trưng
Crush 40 có giọng mạnh như ca sĩ Johnny Gioeli, Johnny Gioeli và Japanese guitarist Jun Senoue. Họ là nổi tiếng trong giới âm nhạc từ các trò chơi của Sonic thuộc Sega. Bài hát mới nhất "All hail Shadow" là đặc trưng về các trò chơi "Sonic the Hedgehog" cho X360/PS3 và phiên bản hòa âm lại của chủ đề chính là "His World".

## Thành viên

### Hiện nay
- Johnny Gioeli – vocals
- Jun Senoue – guitars
- Takeshi Taneda – bass
- Act. – drums
- Shoyo - bass
- Yutaka Minobe - piano

### Thành viên cũ
- Naoto Shibata – bass
- Hirotsugu Homma – drums
- Katsuji – drums
- Mark Schulman – drums
- Takeshi Taneda - bass
- Toru Kawamura - drums
- Bobby Jarzombek - drums

- Live and learn
- All hail Shadow
- His world
- Knight of the wind
- With me~massive power mix
- Live life
- Open your heart
- Im all of me
- Never turn back